# Campeonato Gaúcho 1921
In 1921 werd het derde Campeonato Gaúcho gespeeld voor voetbalclubs uit de Braziliaanse staat Rio Grande do Sul. Er werden regionale competities gespeeld en de kampioenen ontmoetten elkaar in de finaleronde die gespeeld werd van 13 tot 24 november. Grêmio uit Porto Alegre werd kampioen. Fernando Birriel (voetbalnaam Mosquito, speler van Riograndense) werd topscorer van het seizoen met drie doelpunten.

## Eindstand
| Plaats | Club              | Wed. | W | G | V | Saldo | Ptn. |
| ------ | ----------------- | ---- | - | - | - | ----- | ---- |
| 1.     | Grêmio            | 3    | 2 | 1 | 0 | 3:1   | 5    |
| 2.     | Riograndense      | 3    | 2 | 0 | 1 | 6:3   | 4    |
| 3.     | Brasil de Pelotas | 3    | 1 | 1 | 1 | 3:3   | 3    |
| 4.     | Urugaiana         | 3    | 0 | 0 | 3 | 1:6   | 0    |

|  | Kampioen |

## Kampioen
| Campeonato Gaúcho de 1921  |
| Porto Alegre               |
| -------------------------- |
| GRÊMIO Kampioen (1e titel) |